# Gonneville-Le Theil
Gonneville-Le Theil é uma comuna francesa na região administrativa da Normandia, no departamento da Mancha. Estende-se por uma área de 29.17 km². Em 2010 a comuna tinha 1 577 habitantes (densidade: 54,1 hab./km²).
Foi criada em 1 de janeiro de 2016, a partir da fusão das antigas comunas de Gonneville e Le Theil.